# Cocotitlán
Cocotitlán är huvudorten i Cocotitlán kommun i Mexiko. Cocotitlán tillhör delstaten Mexiko i den centrala delen av landet, och hade 9 365 invånare vid folkmätningen 2010.